# رودوخلشتورف
رودوخلشتورف (به آلمانی: Roduchelstorf) یک شهر در آلمان است که در نوردوست‌مکلنبورگ واقع شده‌است. رودوخلشتورف ۲۷۶ نفر جمعیت دارد.